# Barbacenia delicatula
Barbacenia delicatula är en enhjärtbladig växtart som beskrevs av Lyman Bradford Smith och Edward Solomon Ayensu. Barbacenia delicatula ingår i släktet Barbacenia och familjen Velloziaceae. Inga underarter finns listade.